# Malfaiteurs au paradis
Pour plus de détails, voir Fiche technique et Distribution.
Malfaiteurs au paradis  (titre original : Sinners in Paradise) est un film américain réalisé par James Whale, sorti en 1938.

## Fiche technique
- Titre original : Sinners in Paradise
- Réalisation : James Whale
- Scénario : Harold Buckley et Louis Stevens
- Photographie : George Robinson
- Montage : Maurice Wright
- Société de production : Universal Pictures
- Pays de production : États-Unis
- Format : noir et blanc - 1.37:1 - Mono
- Genre : drame
- Durée : 65 minutes
- Date de sortie : 1938

## Distribution
- Madge Evans : Anne Wesson
- John Boles : Jim Taylor
- Bruce Cabot : Robert 'The Torpedo' Malone
- Marion Martin : Iris Compton
- Morgan Conway : Harrison Brand
- Gene Lockhart : Sen. John P. Corey
- Charlotte Wynters : Thelma Chase
- Nana Bryant : Mrs. Franklin Sydney
- Milburn Stone : T.L. Honeyman
- Don 'Red' Barry : Jessup
- Willie Fung : Ping